# Ammodillus imbellis
Ammodillus imbellis là một loài động vật có vú trong họ Chuột, bộ Gặm nhấm. Loài này được de Winton mô tả năm 1898.